# Информаторът
„Информаторът“ (на английски: The Whistleblower) е канадско-германско-американски филм, криминална драма от 2010 година на режисьорката Лариса Кондраки по неин собствен сценарий в съавторство с Елис Кируан.
Сюжетът е базиран на действителната история на разобличителката Кетрин Болковак, служителка на военния предприемач ДинКорп в Босна и Херцеговина през 1999 година, която е уволнена, след като разкрива мрежа за трафик на хора. Главните роли се изпълняват от Рейчъл Вайс, Дейвид Стретеърн, Николай Ли Кас.